# 骨肉腫

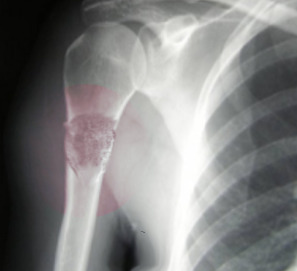
毛細血管拡張型のレントゲン画像

骨肉腫（こつにくしゅ、英語: osteosarcoma）とは、肉腫の組織型の1つで、悪性の間葉性腫瘍のうち造骨細胞への分化ポテンシャルをわずかでも有し、腫瘍骨を形成する能力を持つものである。別名は悪性骨形成性腫瘍（あくせいこつけいせいせいしゅよう）。ほとんどが骨に生じるが、稀に骨とは離れた軟部組織からも生じることがあり、これは骨外性骨肉腫 と呼ばれる。

## 解説
骨肉腫は多発性骨髄腫と悪性リンパ腫を除く骨の悪性腫瘍のうち、最も発症頻度が高い原発性骨腫瘍である。
単一の病変ではなく、いくつもの亜型を含む。その中で最も頻度が高いものが骨内通常型骨肉腫であり、予後が悪いものの1つである。長管骨の骨幹端が好発部位であり、50%が膝周辺に発生する。以下、特に断りのない限り、ここでは「骨内通常型骨肉腫」について記す。

## 罹患率
小児期の腫瘍の5%であると言われている。二峰性の分布を持ち、75%が20歳未満の患者で起こる。2番目のピークは初老期にあり、骨パジェット病、骨髄梗塞の様な骨の症状や以前の被曝に関係することが多い。

## 病態

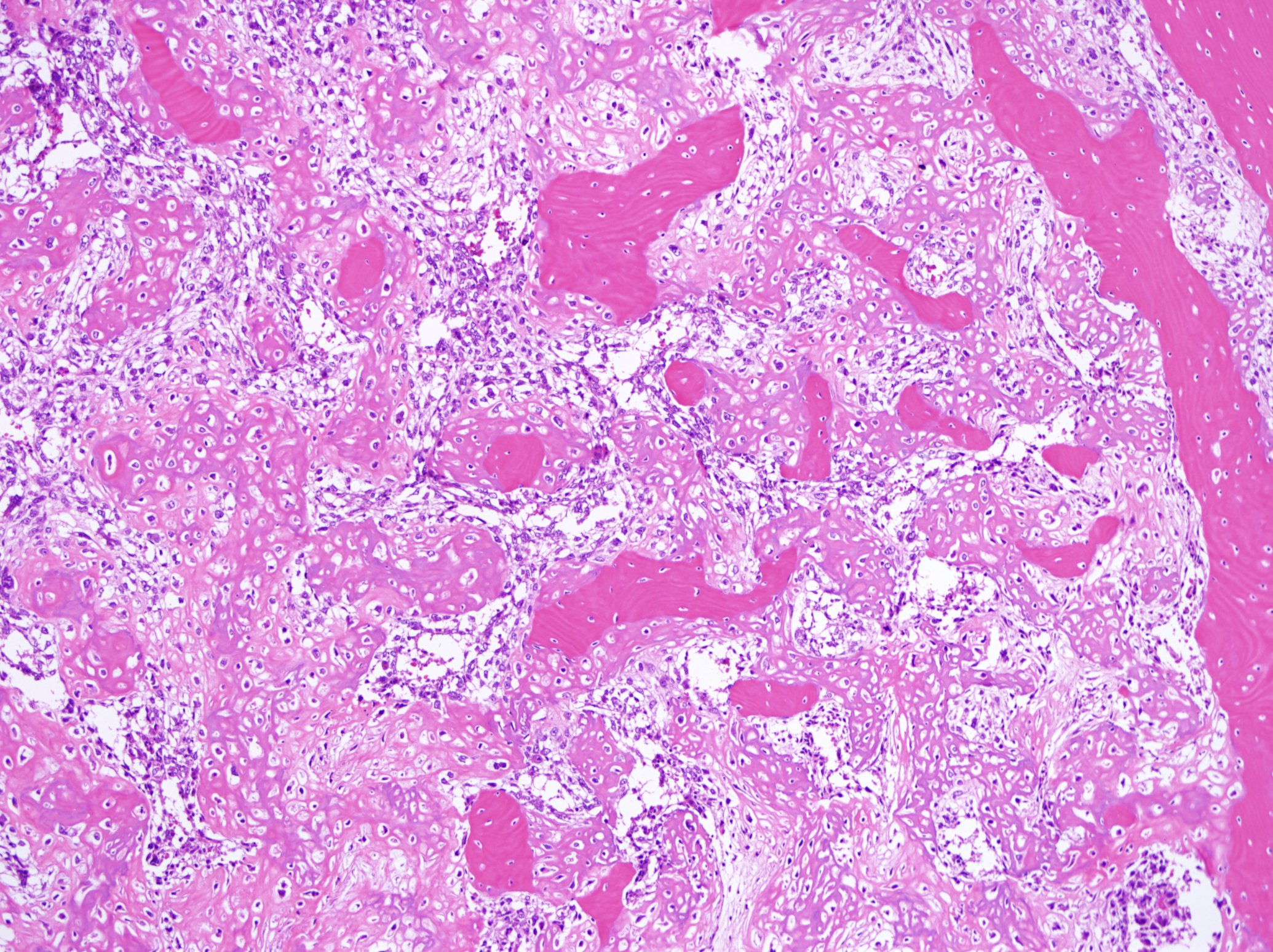
骨肉腫 osteoblastic osteosarcoma 病理組織像

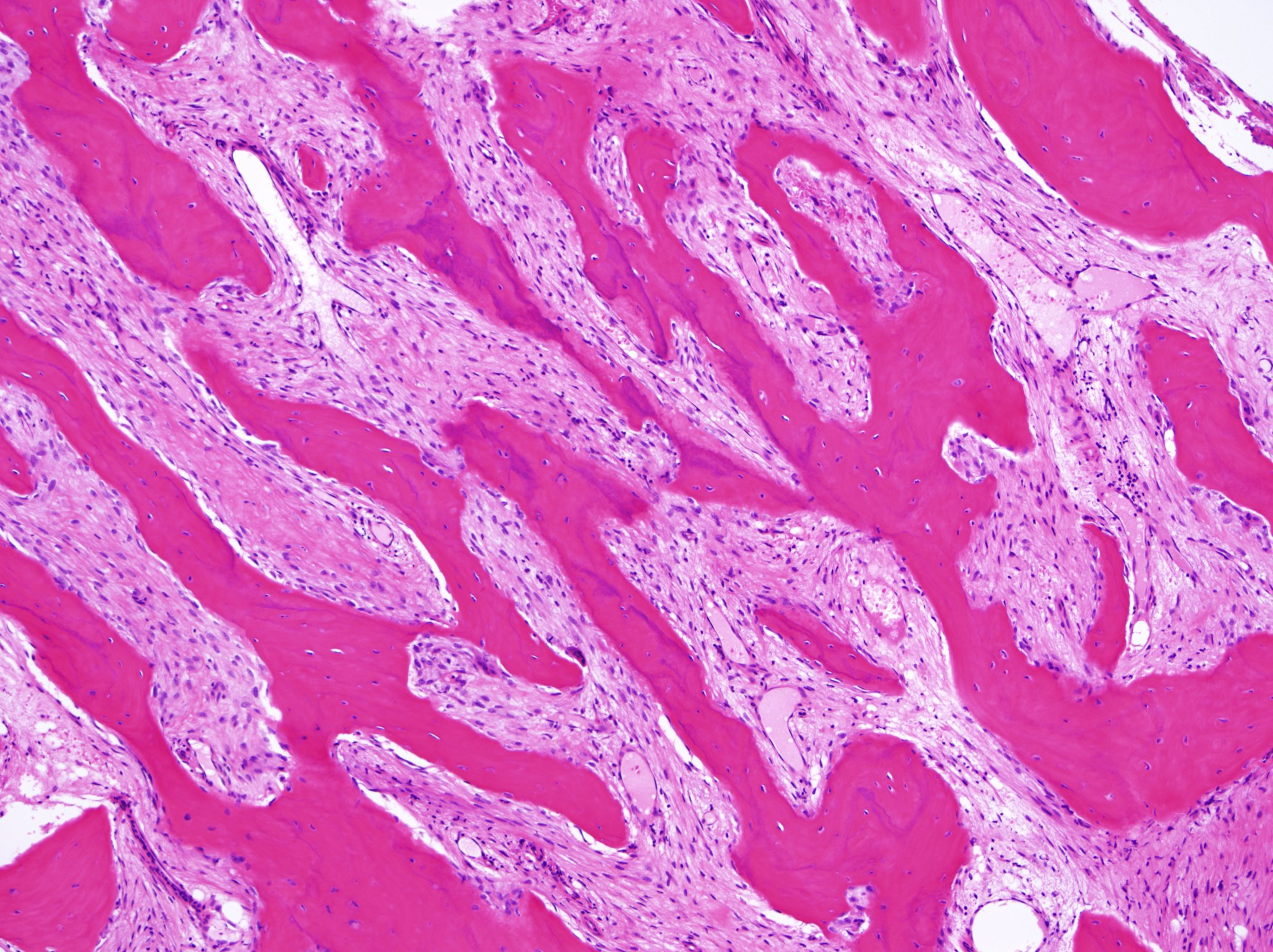
傍骨性骨肉腫 parosteal aoteosarcoma 病理組織像

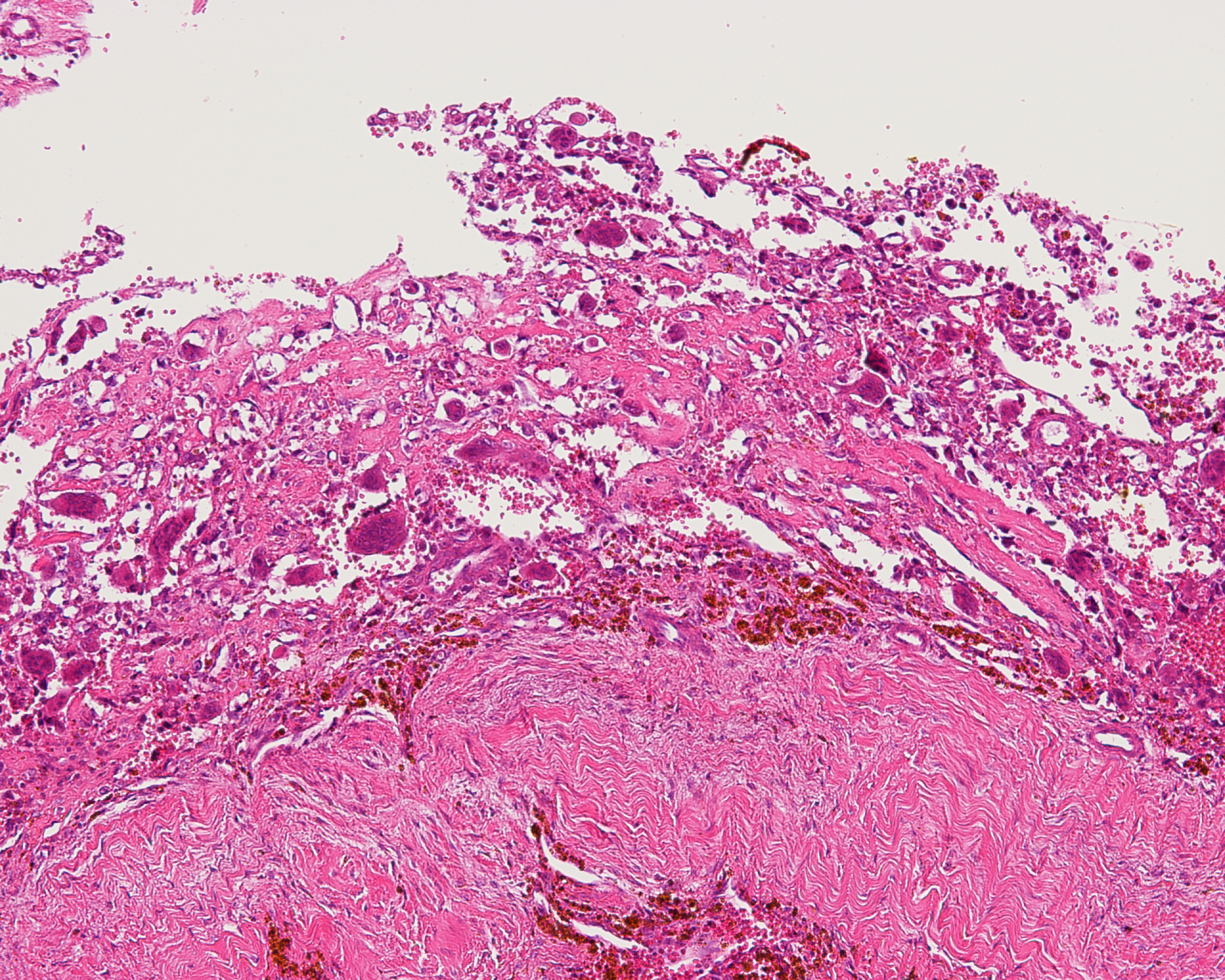
血管拡張性骨肉腫 Telangiectatic osteosarcoma 病理組織像

長幹骨、特に脛骨や上腕骨の近位側および大腿骨遠位側の、骨幹端が好発部である。X線検査では、骨膜反応＝骨表面から垂直に外側へ伸びている、濃い不規則な陰影を認める。
組織病理学的には、腫瘍細胞は多形性の強い核を有し、しばしば巨細胞を交え、異常有糸分裂像に富む。細胞間に、不整な＝不定形で好酸性に染まる骨梁即ち腫瘍骨（好塩基性顆粒状に染まる中心石灰化は、あるときもないときもある）や、類骨基質を形成する。軟骨基質が混在している場合もある。
未熟な血管が存在することもあり、この場合血行性転移を起こしやすい。

## 徴候
持続する痛みではあるが、激しいものではない。スポーツをしている年代ならば、筋肉痛と間違う場合もある。スポーツ中の病的骨折で発見される場合もある。小児の場合は「痛い」とは言わず、運動を嫌がる、手足を持たれたり、特定の手足を動かされることを嫌う（腕を上げたがらない、足を曲げたがらない、その他）、理由も無く患部をかばいながら動く場合もある。初期の場合レントゲンでの所見で異常が見つからず、痛がらないため、精神的なものとされる場合もあるが、次第に患部が膨らんでくることにより異常が発見されることがある。

## 治療法
基本的な療法では外科手術と化学療法を骨軟部悪性腫瘍（骨肉腫、悪性線維性組織球腫、滑膜肉腫、明細胞肉腫など）では併用する。骨膜性骨肉腫（通常型骨肉腫より異型度の低い細胞から成り、骨膜から骨皮質外方のみに成長して骨中心側へはほとんど増殖せず、比較的予後の良い亜型） 等の場合は主に外科手術が中心。
悪性の場合、癌の進行は早いが、その分抗がん剤の効果も大きいため、基本的には、多剤併用化学療法（抗がん剤治療）を行い、その後外科手術で正常細胞で包むように原発巣を広範切除し、引き続き化学療法を行う。肺や骨に転移しやすいため、CT、MRI、骨シンチの検査が定期的に行われる。
抗がん剤としては、シスプラチン、ドキソルビシン、イホスファミド、シクロホスファミド、ブレオマイシンなど。かつては四肢に発生した場合は四肢切断したが、現在では化学療法や補助療法の進歩もあり、切断せずに腫瘍を切除し、切除した骨部には人工骨を埋め込むことも可能となり、患者のクオリティ・オブ・ライフ (QOL) が大幅に改善された。
近年では1999年に金沢大学の土屋弘行による液体窒素により凍結する『自家液体窒素処理骨移植』により、QOLが向上する。また、骨を2カ所で切断して腫瘍骨を切り取る『遊離処理』と、1カ所だけ切断して骨を突き出す『有茎処理』があり、『有茎処理』の方が回復が早い。この方法は先進医療として金沢大学において行われてきたが、2020年に保険承認された。2023年からは、土屋が病院長に就任した横浜栄共済病院においても行われている。

## 予後
30年ほど前までは、5年生存率30%から40%だったが、今は60%から70%、補助療法の併用で最大90%以上（転移のない場合は最大で78%の完全寛解 complete response ・CR）に改善している。肺などへの転移がなく、適切な治療が行われれば治癒の可能性は高く、若干の転移があっても抗がん剤への薬剤耐性が生じなければ治癒する例も多くなってきている。

## 動物の骨肉腫

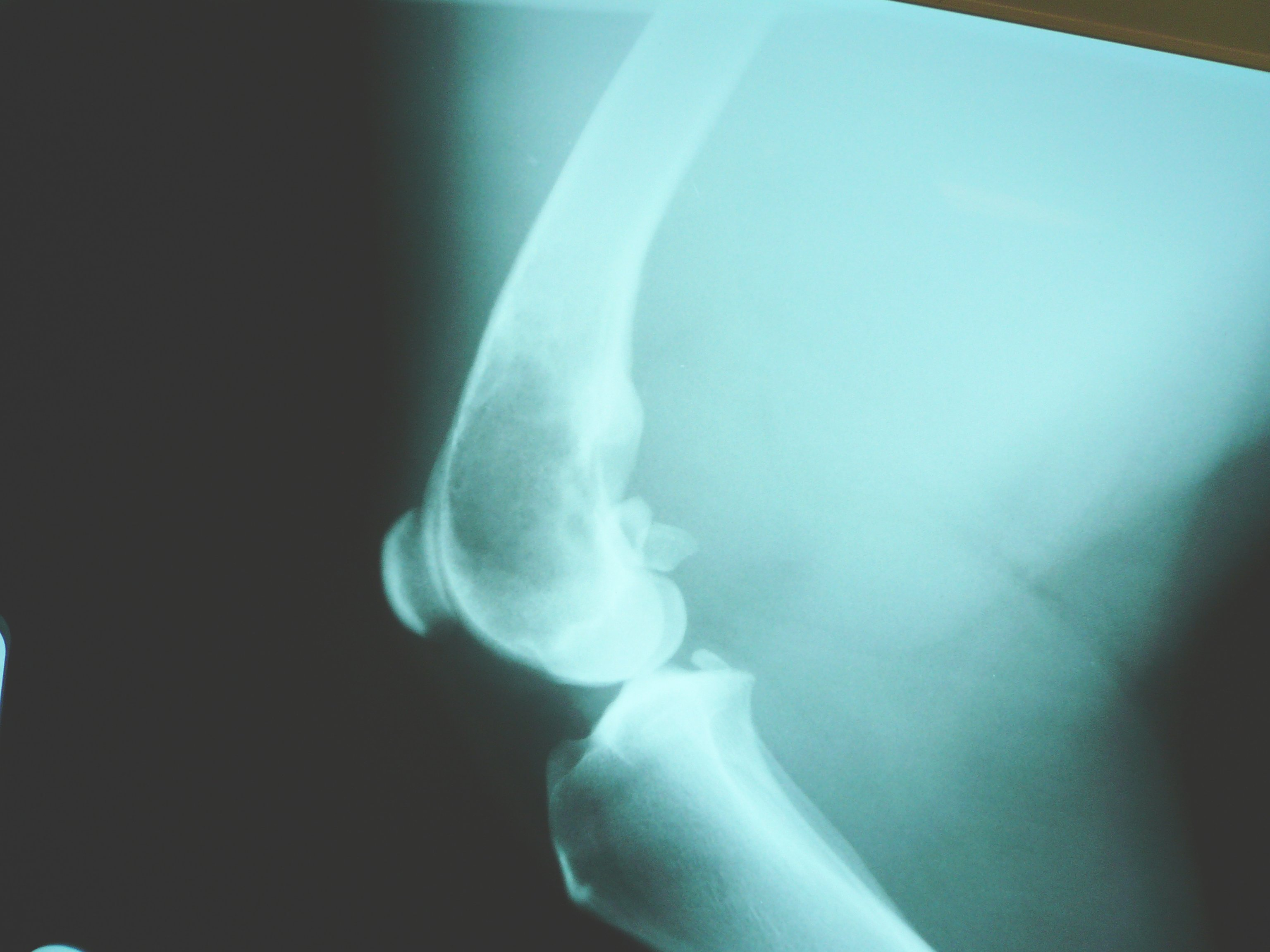
イヌの骨肉腫のX線写真

骨肉腫はイヌにも発症し、四肢の長い犬種（例えば、グレイハウンドやジャーマンシェパード）の、中年の犬に好発する。ヒトとイヌの骨肉腫の一つの大きな違いは、イヌの場合、より肺転移を起こしやすいことである。ネコの骨肉腫の発生は原発性悪性骨腫瘍の中で最も多く、発生年齢は平均で10歳と老齢のネコに多い。イヌの骨肉腫とほぼ同様であるが、転移は遅く、少ない。